# Lewokumskoje
Lewokumskoje (russisch Левоку́мское) ist ein Dorf (selo) in der Region Stawropol in Russland mit 10.302 Einwohnern (Stand 14. Oktober 2010).

## Geographie
Der Ort liegt gut 200 km Luftlinie ostsüdöstlich des Regionsverwaltungszentrums Stawropol im nördlichen Kaukasusvorland. Er befindet sich am linken Ufer der Kuma zwischen den Städten Budjonnowsk (etwa 40 km westlich) und Neftekumsk (gut 25 km östlich). Unmittelbar unterhalb von Lewokumskoje erreicht der Terek-Kuma-Bewässerungskanal den Fluss und geht in den sich nach Norden fortsetzenden Kuma-Manytsch-Kanal über. Südlich des Dorfes zweigt ein weiterer Bewässerungskanal, der Neftekumsker Kanal, in östlicher Richtung ab.
Lewokumskoje ist Verwaltungszentrum des Rajons Lewokumski sowie Sitz und einzige Ortschaft der Landgemeinde (selskoje posselenije) Selo Lewokumskoje.

## Geschichte
Das Dorf wurde 1842 gegründet und hieß anfangs Gromki. Der heutige Name bezieht sich auf die Lage links der Kuma (von russisch lewy für „links“ und den Flussnamen Kuma; am gegenüberliegenden Flussufer befindet sich das kleinere Dorf Prawokumskoje; prawy steht für „rechts“).
Am 13. April 1924 wurde Lewokumskoje erstmals Verwaltungssitz eines Rajons, der zunächst bis 1928 bestand und 1935 wiederhergestellt wurde.

### Bevölkerungsentwicklung
| Jahr | Einwohner |
| ---- | --------- |
| 1939 | 5.826     |
| 1959 | 4.928     |
| 1970 | 8.321     |
| 1979 | 9.148     |
| 1989 | 10.962    |
| 2002 | 11.176    |
| 2010 | 10.302    |

Anmerkung: Volkszählungsdaten

## Verkehr
Lewokumskoje liegt an der Regionalstraße, die Budjonnowsk, wo sich die nächstgelegene Bahnstation befindet, mit Lagan in der benachbarten Republik Kalmückien verbindet (ehemals R263). Östlich zweigt eine Straße über Neftekumsk nach Juschno-Suchokumsk in Dagestan ab.